# 古王國時期
古王国时期（前2686年—前2181年）是古埃及历史的一个时期，对应于从埃及第三王朝至第六王朝的四个王朝。这一时期也被称作“金字塔時期”，因为其中的第四王朝以曾修建为数众多的金字塔建筑群而闻名于世。国王（直至新王国时期埃及的最高统治者才被称作“法老”）斯尼弗鲁为金字塔建筑的艺术格局奠定了基础，而其后的胡夫、哈夫拉和孟考拉三位国王则在吉萨地区兴建了数个金字塔。这一时期的古埃及文化经过多方面的融合达到第一个历史上的巅峰，连同后来的中王国时期和新王国时期，共同标志着尼罗河流域文明的兴盛。
“金字塔时期”这一术语出自18世纪史学家笔下，而如今史学界则认为，在古埃及人看来，古王国时期与之前的早王朝时期没有什么区别，这不仅是因为早王朝时期最后一位国王与古王国时期的前两位国王有着血缘关系，还因为古王国时期的王都（国王的皇居）延续了早王朝的传统，设在“Ineb-Hedj”，即孟菲斯的埃及语名。一般认为区分早王朝和古王国时期的标准之一是建筑风格的剧变，这意味着大型建筑工程已开始对整个埃及的社会与经济结构产生深远的影响。
古王国时期的第四王朝到第六王朝这后三个王朝史料稀少，常被史学家称作“历史刻在石头之上”的王朝，其中“石头”指的是石制建筑。这是因为这一时期的历史框架主要是通过研读纪念碑上的铭文构建起来的。埃及学家们还常将之后的第七王朝和第八王朝纳入古王国的范围之内，因为这段时期也可以继续看作是以王都为中心的君主政权。古王国时期国家内部安定，社会繁荣发展，国王被神化，大权独揽，国家机器建立在整个社会面向国王源源不断的公共服务与财富贡献上。但在紧随其后的一段时期国王威信渐失，贵族阶级权力膨胀，社会文化渐趋衰落，这段时期则被称作第一中间期。

## 各王朝概述

### 开端：第三王朝
尽管曼涅托将第三王朝首位君主归为“Necherophes”，而在都灵王表上则为内布卡一世，但在第二王朝最后一位国王哈塞凯姆威位于阿拜多斯的陵寝封口处发现了左塞的名字之后，如今的埃及学家逐渐统一意见，认为左塞（约前2691-约前2625）才是该王朝的首位国王。

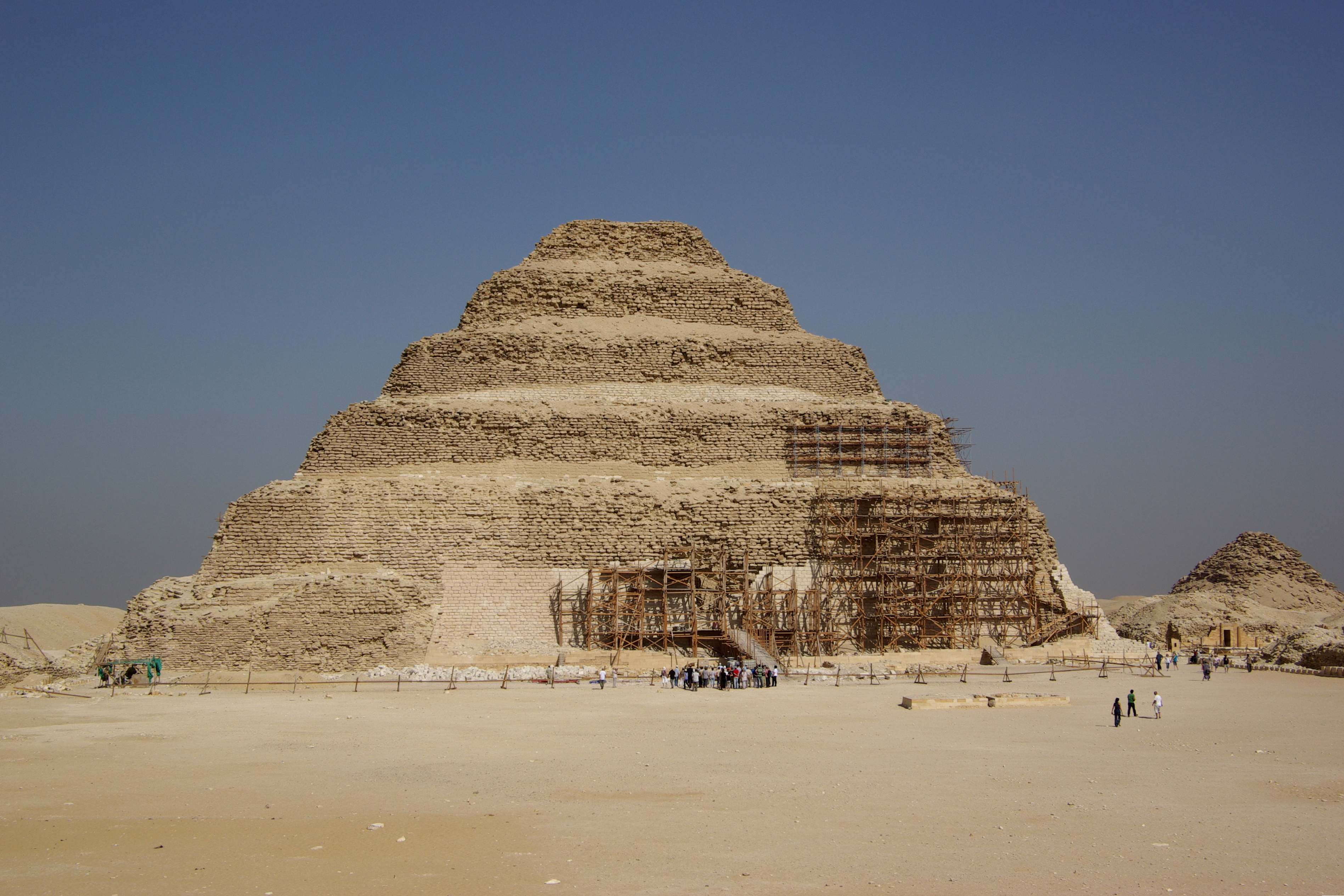
坐落于萨卡拉的左塞金字塔

在左塞统治时期，他在萨卡拉建造了古埃及第一座金字塔——左塞金字塔，这是座石制建筑，呈阶梯状（见阶梯金字塔），一般认为，左塞的阶梯金字塔由左塞的建筑师，“维西尔”伊姆霍特普构思并最终监督兴建而成。

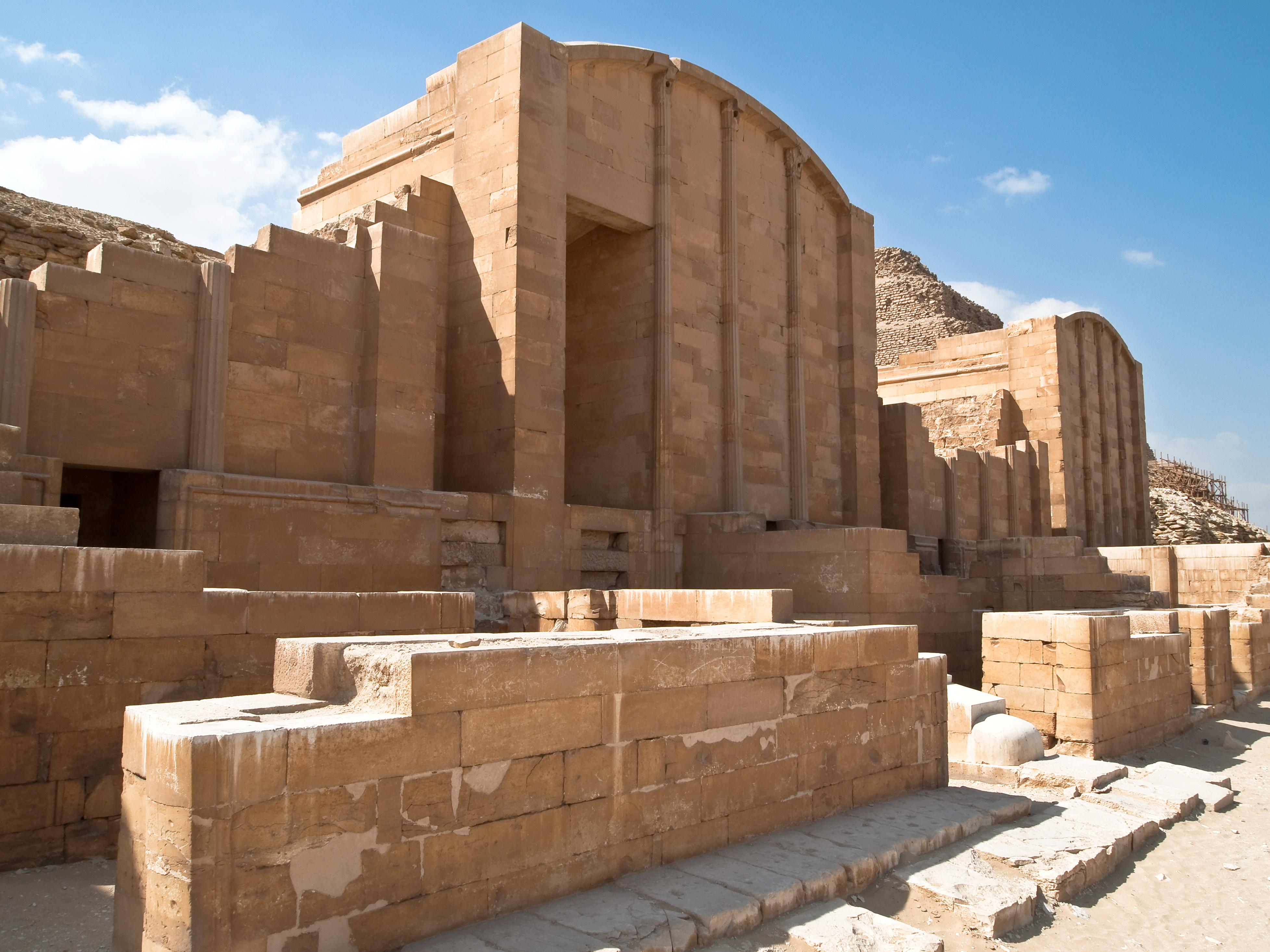
位于萨卡拉的左塞神庙

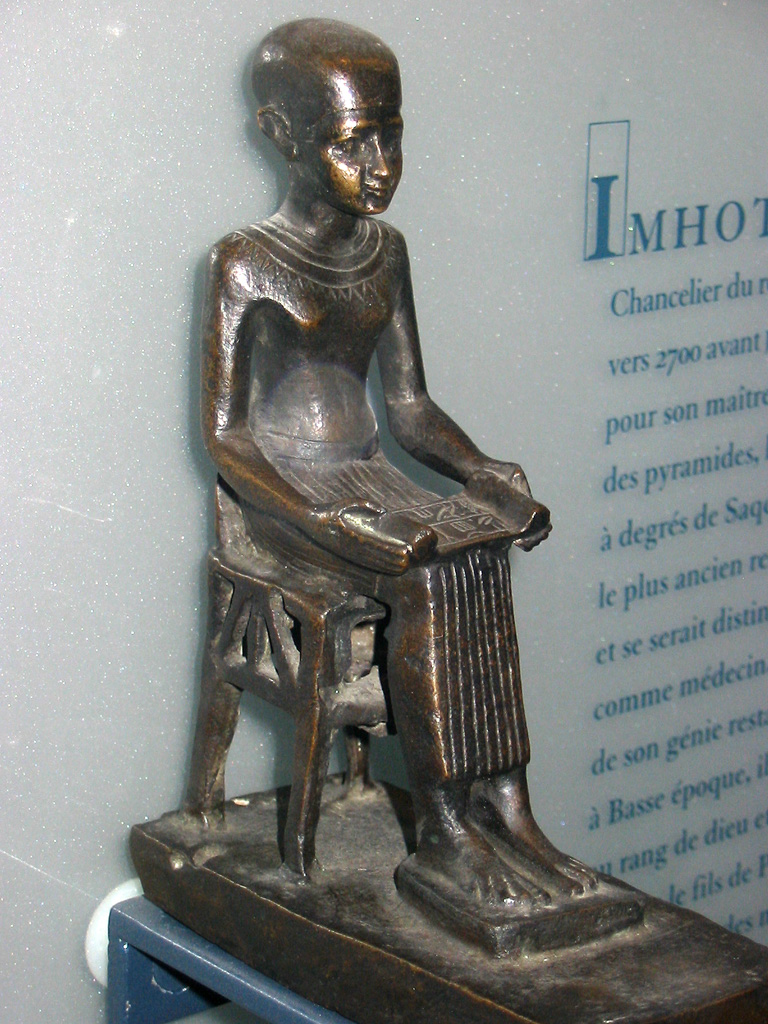
古埃及晚期风格的伊姆霍特普雕像，现藏法国巴黎卢浮宫

在这一时期，先前处于割据状态的小王国成为了接受埃及唯一的统治者—国王统治的统辖的州郡，一般被称作诺姆。之前各个独立小王国的君主则被迫成为了各个诺姆的总督，或负责税收及土地管理等工作。这个时期的埃及人笃信国王能够确保一年一度尼罗河的泛滥可以使农作物丰收，因为他们相信国王是神在人间的化身；同时受每年尼罗河洪水周期的影响，人们还认为生命是周而复始的，而国王则能使每日的循环得以正常维持，他们同时也自认为是神的选民。

### 黄金时代：第四王朝

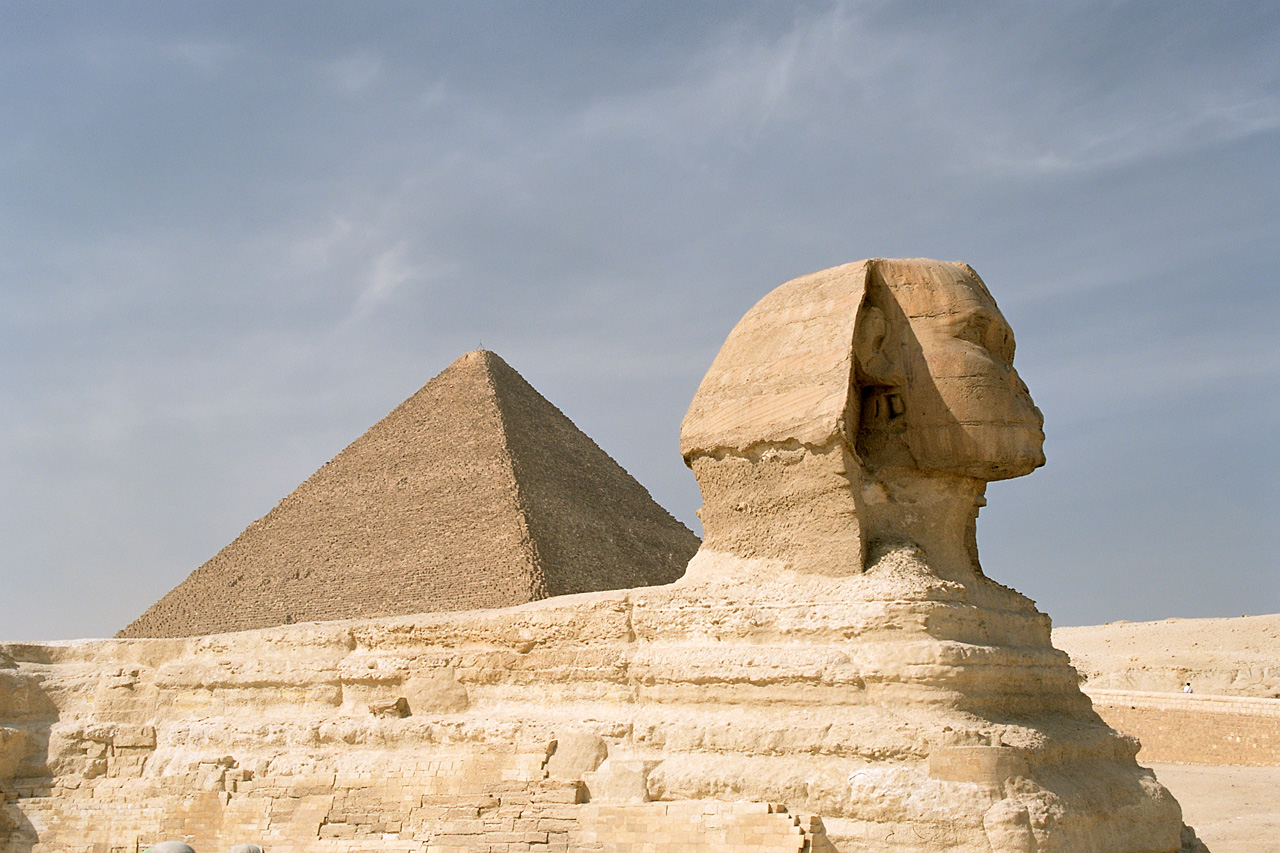
位于吉萨大金字塔前的吉萨大斯芬克斯像

古王国的王权在第四王朝（前2613—前2494）达到巅峰，其首位国王是斯尼弗鲁（前2613—前2589），是左塞之后又一位伟大的金字塔建造者。斯尼弗鲁曾先后下令建造三座金字塔，其中第一座是位于美杜姆的“美杜姆金字塔”。金字塔内部的墓穴位于地面以上，这在金字塔修筑史上尚属首次，但由于在建造完毕后金字塔外壁脱落，斯尼弗鲁将其放弃。斯尼弗鲁一生建造金字塔，所用的石料比其他任何埃及法老都多，他在放弃美杜姆金字塔之后，又修建了位于达赫舒尔的弯曲金字塔，以及达赫舒尔以北的红金字塔。然而，金字塔艺术的顶峰却并不在萨卡拉（达赫舒尔位于萨卡拉地区），而是在吉萨。
继承斯尼弗鲁王位的是他的儿子胡夫（希腊化名为“齐奥普斯”）（前2589—前2566），后者在吉萨地区建造了著名的吉萨大金字塔。胡夫之后则是他的两个儿子，杰德弗拉（前2566—前2558 BC）和哈夫拉（前2558—前2532）。后者在吉萨地区修建了第二座大金字塔。传统说法认为吉萨大斯芬克斯像也是由哈夫拉所建。但埃及学家瓦西里·德布列夫则通过近年来的考古发掘成果，猜测大斯芬克斯像有可能是由杰德弗拉建造的，以献给其父胡夫。

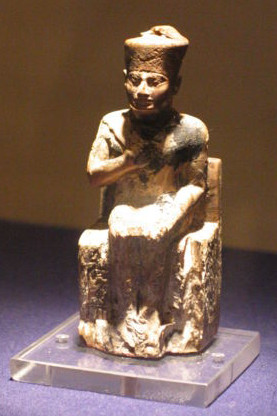
胡夫，吉萨大金字塔的建造者

第四王朝后期的几个国王还有孟考拉（前2532—前2504），吉萨最小的一座金字塔由他所建；谢普塞斯卡弗（前2504—前2498），之后可能还包括德德夫普塔（前2498—前2496 BC）。
在第四王朝时期，埃及向迦南和努比亚地区进军，而埃及文化也逐渐沿尼罗河向南渗入到如今的苏丹北部地区。

### 第五王朝
古埃及第五王朝（前2494—前2345 BC)首位国王是乌瑟卡夫（前2494—前2487），这一时期，对太阳神拉的崇拜开始向整个埃及蔓延。因此相比于第四王朝时期，金字塔的修建开始减缓，统治阶层将注意力更多地放在阿布西尔地区太阳神庙的修建上。继承乌瑟卡夫王位的是他的儿子萨胡拉（前2487—前2475），他曾亲自率领一直远征队前往蓬特。萨胡拉死后其子内弗尔卡拉（前2475—前2455）即位。内弗尔卡拉在王名中引入了“名”（prenomen）。其后则是两个短命的国王：其子内弗里弗拉（前2455—前2453）和谢普塞斯卡拉，其中后者的谱系暂时未知。内弗里弗拉的弟弟纽塞拉（前2445—前2421）有可能推翻了谢普塞斯卡拉的统治而成为国王，他统治的时间较长，在阿布西尔地区以北建造了当时最大、现今保存最为完好的太阳神庙，同时在该地区修建自己的金字塔的同时，还对前几任国王未完工的金字塔进行了补建与修葺。
第五王朝最后三位国王是门考霍尔（前2421—前2414）、杰德卡拉（前2414—前2375）和乌那斯（前2375—前2345），其中乌那斯是首位将金字塔文篆刻在金字塔中的国王。

### 崩溃：第六王朝
古埃及第六王朝（前2345—前2181）时期，国王权力被逐渐削弱，各诺姆的总督逐渐攫取了权力。这些总督虽是贵族，但来自非王室家族，而为了暂时让他们继续效忠王室，国王给予了他们总督世袭的权利。在不久之后，各地更是陆续出现了一个个半独立的小王朝。
在国王佩皮二世（前2278—前2184）长达94年的统治时期里，政治动乱频发，并最终持续到第六王朝的覆灭。佩皮二世死后，他的数任继承人均已不在人世，因此这很可能引发了一场王位继承危机，内战很快爆发。
击溃埃及第六王朝的是一次史称公元前22世纪大乾旱的气候灾难，这使得埃及地区降水量急剧下降。在前2200到前2150之间的数年，尼罗河的泛滥几乎难以维持。
第六王朝在政治动乱与经济崩溃中灭亡，这也标志着古王国时期的结束，而此后埃及陷入了数十年的饥荒和内乱，这一时期被称为“第一中间期”。

## 政治组织与社会结构
在古王国时期，国王被神化，人们认为只有国王才拥有永恒的生命，并与拉神一同航行在天堂中，经历每日的生死循环。理论上国王拥有全埃及所有的土地，其上的所有臣民及资源，但在实际操作中，他需要服从玛阿特（平衡与秩序原则），并受到先人的制约。

## 对外关系
为了得到各种自然资源，古王国时期的埃及与邻国进行贸易，有时也会采取军事手段夺取资源。埃及通过今黎巴嫩地区的比布鲁斯港进口黎巴嫩雪松木，从红海沿岸的蓬特获取乳香、象牙及芳香树脂。从第三王朝开始，还派遣远征队东进西奈半岛开发绿松石和黄铜，或南下努比亚获取玛瑙和紫水晶等。贸易商队常有军队护送。

## 文化与艺术

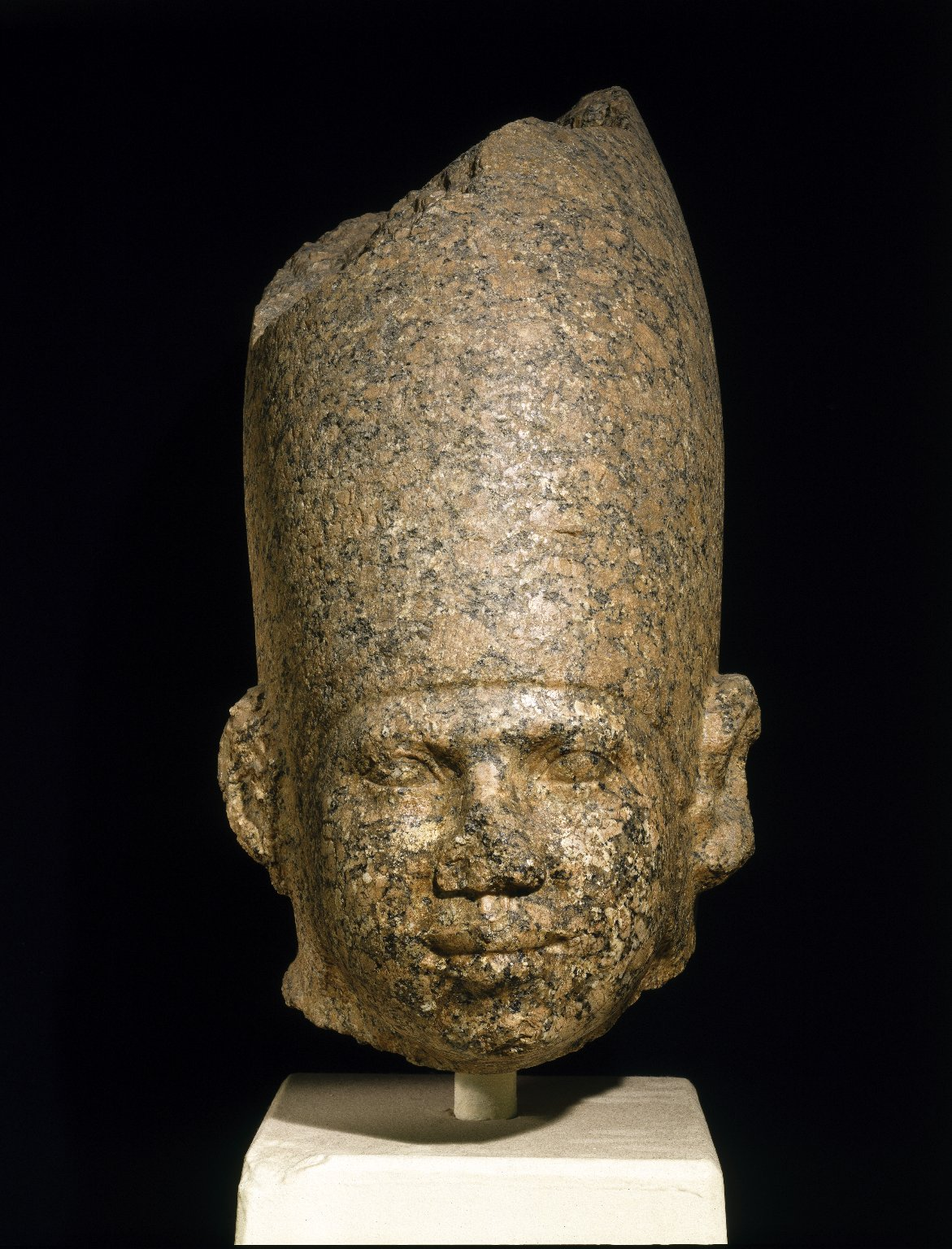
古王国国王头像（约前2650-前2600），现藏美国纽约布鲁克林博物馆。古埃及国王最早的雕像尺寸较小，而从第三王朝开始，国王的雕像与真人等高，而这座戴着上埃及王冠的头像甚至比真人尺寸还大。

### 宗教风俗
古王国时期最重要的宗教中心有赫利奥波利斯、孟菲斯和赫尔莫波利斯，分别尊崇太阳神拉、普塔神以及托特神。

### 建筑艺术

#### 太阳神庙
在第五王朝，国王给予太阳崇拜和太阳神祭司以更大的支持，先后为拉神建立了六座太阳神庙。此时，国王将财力更多地分配给了神庙的兴建，国王自己的金字塔往往规模很小。

## 拓展阅读
- The Fall of the Egyptian Old Kingdom（页面存档备份，存于） from BBC History
- Middle East on The Matrix: Egypt, The Old Kingdom – Photographs of many of the historic sites dating from the Old Kingdom
- Old Kingdom of Egypt- Aldokkan （页面存档备份，存于）